# 고가이사쿠촌
고가이사쿠촌(古開作村)은 야마구치현 구가군에 설치되었던 촌이다. 현재의 야나이시에 해당한다.

## 역사
- 1889년 4월 1일 - 정촌제 시행에 의해 근세이후의고가이사쿠촌이 단독으로 자치단체를 형성하였다.
- 1905년 1월 1일 - 야나이촌, 야나이쓰정과 합병해, 야나이정이 성립, 동일 야나이촌은 폐지되었다.

## 교통

### 철도
구촌에 산요본선이 지나가지만 역은 소재하지 않았다.

## 참고문헌
- 角川日本地名大辞典 35 山口県